# Przybyradz (przystanek kolejowy)
Przybyradz – zlikwidowany przystanek Koszalińskiej Kolei Wąskotorowej, w województwie zachodniopomorskim, w Polsce. Został zlikwidowany pomiędzy rokiem 1947 a 1959.